# Rövşən Bayramov

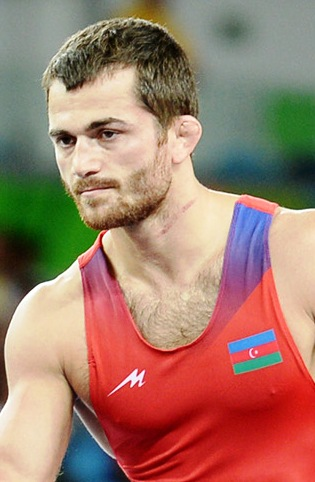
Rövşən Bayramov, 2016

Rövşən Bayramov (auch Rövşän Bayramov; * 7. Mai 1987 in Baku, Sowjetunion) ist ein aserbaidschanischer Ringer. Europameister 2007 und 2008 und Silbermedaillen-Gewinner bei den Olympischen Spielen 2008 in Peking und 2012 in London, jeweils im griechisch-römischen Stil im Bantamgewicht.

## Werdegang
Rövşən Bayramov begann in Baku im Jahre 1999 als Jugendlicher mit dem Ringen. Nachdem sich schon frühzeitig Erfolge einstellten, wurde er Mitglied eines der erfolgreichsten aserbaidschanischen Ringerclubs, "Neftchi" Baku. Er ringt nur im griechisch-römischen Stil. Trainiert wird er von Hijran Scharifow. Der 1,60 Meter große Athlet ringt im Bantamgewicht, der Gewichtsklasse bis 55 kg Körpergewicht. Seit seinem 18. Lebensjahr ist er Armeeangehöriger.
Die internationale Karriere von Rövşən Bayramov begann bereits im Jahre 2002, als er bei der Junioren-Europameisterschaft (Cadets = Altersgruppe bis zum 16. Lebensjahr) in Odessa in der Gewichtsklasse bis 46 kg Körpergewicht den 3. Platz belegte. Den gleichen Platz errang er auch bei der Junioren-Europameisterschaft (Cadets) 2003 in Rostow am Don in der Gewichtsklasse bis 50 kg Körpergewicht. Im gleichen Jahr gelang ihm dann sogar der Titelgewinn bei der Junioren-Weltmeisterschaft (Juniors = Altersgruppe bis zum 18. Lebensjahr) in Istanbul, wo er in der gleichen Gewichtsklasse mit fünf Siegen Junioren-Weltmeister wurde.
Im Jahre 2004 versuchte er sich als Siebzehnjähriger für die Olympischen Spiele in Athen zu qualifizieren. Er scheiterte dabei allerdings in Taschkent mit einem 14. Platz im Bantamgewicht. Bei der Europameisterschaft der Senioren 2004 in Haparanda gewann er in seinem ersten Kampf gegen den starken Bulgaren Wenelin Wenkow, verlor allerdings seinen nächsten Kampf gegen Bayram Özdemir aus der Türkei und kam auf den 9. Platz.
Bei der Junioren-Europameisterschaft 2004 in Murska Sobota kam Rövşən Bayramov wegen einer Niederlage in seinem Viertelfinalkampf gegen den Russen Daniel Krimow auf einen für ihn eher enttäuschenden 5. Platz im Bantamgewicht. Bei der Junioren-Weltmeisterschaft 2005 in Vilnius gelang ihm dann mit dem 3. Platz noch einmal ein Medaillengewinn bei einer internationalen Juniorenmeisterschaft. In diesem Jahr startete er auch bei der Senioren-Weltmeisterschaft in Budapest und kam mit Siegen über Sergei Skrypka aus Deutschland und Svajunas Adomaitis aus Litauen und einer Niederlage gegen Olympiasieger István Majoros aus Ungarn auf den 7. Platz.
Bei den Senioren war er ab 2006, also ab seinem 19. Lebensjahr sofort auf der Erfolgsspur. Bei der Europameisterschaft dieses Jahres in Moskau kam er im Bantamgewicht nach einer Niederlage im Halbfinale gegen Wenelin Wenkow, der ihn überraschte und ihn schon nach 3:13 Minuten mit 11:0 besiegt hatte, auf den 3. Platz und bei der Weltmeisterschaft 2006 in Guangzhou/China kam er bis in das Finale, in dem er allerdings dem Iraner Hamid Soryan Reihanpour unterlag.
2007 gelang ihm bei der Europameisterschaft in Sofia der erste Titelgewinn bei den Senioren. Mit Siegen über Ioannis Sasaridis aus Griechenland, Ville Kaeki aus Finnland, Kristijan Fris aus Serbien und Saur Kuramagomedow aus Russland wurde er Europameister im Bantamgewicht. Bei der Weltmeisterschaft 2007 in Baku besiegte er mit Roman Amojan aus Armenien und Jiao Hua Feng aus China, zwei erstklassige Ringer, verlor aber danach gegen Park Eun-chul aus Südkorea und Nasir Mankijew aus Russland und erreichte damit nur den 10. Platz.
Im Jahre 2008 gewann Rövşən Bayramov dann bei der Europameisterschaft in Tampere seinen zweiten Europameistertitel im Bantamgewicht. Dabei gewann er u. a. auch gegen Nasir Mankijew, Jani Hapamäki aus Finnland und im Endkampf gegen Roman Amojan. Bei den Olympischen Spielen in Peking kämpfte er sich mit Siegen über Moustafa Hassan aus Ägypten, Jagnier Hernandez, Kuba u. Roman Amojan bis in das Finale, in dem er auf seinen Dauerrivalen Nasir Mankijew traf. Dieser hatte dabei das glücklichere Ende und gewann diesen sehr ausgeglichenen Kampf mit 2:0 Runden und 6:5 technischen Punkten. Für Rövşən Bayramov blieb damit "nur" die Silbermedaille.
Im Jahre 2009 startete Rövşən Bayramov bei einigen internationalen Turnieren erstmals im Federgewicht. Vor der Europameisterschaft in Vilnius trainierte er aber wieder viele Kilos ab, um im Bantamgewicht starten zu können. Offensichtlich wurde er dadurch aber zu sehr geschwächt, denn er kam in Vilnius nur zu einem Sieg über Oleg Lawruwjanec aus Litauen und verlor dann gegen Alexandar Kostadinow aus Bulgarien, womit er ausschied und nur den 9. Platz belegte. Bei der Weltmeisterschaft in Herning/Dänemark startete er aber wieder im Bantamgewicht und gewann dort mit vier Siegen eine Bronzemedaille. Geschlagen wurde er dabei nur von Roman Amojan aus Armenien.
Den größten Erfolg in seiner bisherigen Laufbahn feierte er dann bei der Weltmeisterschaft 2011 in Istanbul, denn er wurde dort im Bantamgewicht mit Siegen über Wenelin Wenkow, Kohei Hasegawa, Japan, Peter Modos, Li Shujin, China und Elbek Taschyjeu, Belarus, Weltmeister.
Bei den Olympischen Sommerspielen 2012 in London gewann Bayramov die Silbermedaille. Er stieß bis ins Finale vor, wo er dem Iraner Hamid Soryan Reihanpour unterlag.

## Internationale Erfolge
| Jahr | Platz  | Wettbewerb                               | Gewichtsklasse | |
| 2002 | 3.     | Junioren-EM (Cadets) in Odessa           | bis 46 kg KG   | hinter Maxim Mordowin, Russland u. Söner Sucu, Türkei, vor Constantin Bulibasa, Rumänien |
| 2003 | 3.     | Junioren-EM (Cadets) in Rostow am Don    | bis 50 kg KG   | hinter Alexander Kazakewitsch, Litauen u. Chosrow Melikjan, Armenien, vor Tamas Lörincz, Ungarn                                                                                                |
| 2003 | 1.     | Junioren-WM (Juniors) in Istanbul        | bis 50 kg KG   | mit Siegen über Konstantin Tschoi, Russland, Grzegorz Bulak, Polen, Kaibek Berikow, Kasachstan, Halil Ibrahim Erciyas, Türkei u. Yoon Young-min, Südkorea                                      |
| 2004 | 14.    | Olympia-Qualif.-Turnier in Taschkent     | Bantam         | Sieger: Masatoshi Toyota, Japan vor Gaidar Mamedalijew, Russland |
| 2004 | 9.     | EM in Haparanda                          | Bantam         | mit einem Sieg über Wenelin Wenkow, Bulgarien u. einer Niederlage gegen Bayram Özdemir, Türkei                                                                                                 |
| 2004 | 5.     | Junioren-EM (Juniors) in Murska Sobota   | Bantam         | mit Siegen über Apostolos Manoulidis, Griechenland u. Mirian Nishnianidse, Georgien u. einer Niederlage gegen Daniel Krimow, Russland                                                          |
| 2005 | 3.     | Junioren-WM (Juniors) in Vilnius         | Bantam         | mit Sieg über Tomi Stojanow, Bulgarien, Niederlage gegen Scherali Schodmanow, Usbekistan u. Siegen über Wugar Ragimow, Ukraine, Ibrahim El Said Karim, Ägypten u. Hashim Baykara, Türkei       |
| 2005 | 7.     | WM in Budapest                           | Bantam         | mit Siegen über Sergei Skrypka, Deutschland und Svajunas Adomaitis, Litauen u. einer Niederlage gegen István Majoros, Ungarn                                                                   |
| 2006 | 3.     | EM in Moskau                             | Bantam         | mit Siegen über Nasir Mankijew, Russland u. Rewas Laschchi, Georgien, einer Niederlage gegen Wenelin Wenkow u. einem Sieg über Bayram Özdemir                                                  |
| 2006 | 1.     | Golden Grand Prix in Baku                | Bantam         | vor Irakli Chochua, Georgien, Hamid Soryan Reihanpour, Iran, Gawid Abdullajew, Aserbaidschan u. Wenelin Wenkow                                                                                 |
| 2006 | 2.     | WM in Guangzhou/China                    | Bantam         | mit Siegen über Tibor Olah, Ungarn, Rinat Usupjanow, Kirgisistan, Yerbol Koniratow, Kasachstan u. Park Eun-chul, Südkorea u. einer Niederlage gegen Hamid Soryan Reihanpour                    |
| 2006 | 1.     | CISM-Militär-WM in Baku                  | Bantam         | vor Bayram Özdemir, Türkei, Ibrahim Mohamed, Ägypten u. Chamid Schawajew, Russland |
| 2007 | 1.     | "Pytlasinski"-Turnier in Warschau        | Bantam         | vor Anders Nyblom, Dänemark u. Tibor Olah, Ungarn |
| 2007 | 1.     | EM in Sofia                              | Bantam         | mit Siegen über Ioannis Sasaridis, Griechenland, Ville Kaeki, Finnland, Kristijan Fris, Serbien u. Saur Kuramagomedow, Russland                                                                |
| 2007 | 10.    | WM in Baku                               | Bantam         | mit Siegen über Roman Amojan, Armenien u. Jiao Hua Feng, China u. Niederlagen gegen Park Eun-chul, Südkorea u. Nasir Mankijew                                                                  |
| 2008 | 1.     | EM in Tampere                            | Bantam         | mit Siegen über Daniel Molin, Schweden, Nasir Mankijew, Peter Modos, Ungarn, Jani Haapamäki, Finnland u. Roman Amojan                                                                          |
| 2008 | 1.     | Golden Grand Prix in Baku                | Bantam         | vor Lascha Gogitadse, Georgien u. Natig Bagirow, Aserbaidschan |
| 2008 | Silber | OS in Peking                             | Bantam         | mit Siegen über Moustafa Hassan, Ägypten, Jagnier Hernandez, Kuba u. Roman Amojan u. einer Niederlage gegen Nasir Mankijew                                                                     |
| 2009 | 6.     | Welt-Cup in Clermont-Ferrand             | Bantam         | hinter Bekchan Mankijew, Russland, Li Shujin, China, Marat Garipow, Kasachstan, Sharig Geworgjan, Armenien u. Jagnier Hernandez                                                                |
| 2009 | 1.     | Golden Grand Prix in Szombathely         | Feder          | vor Joe Betterman, USA, Eusebiu Diaconu, Rumänien u. Yasoyuki Tanioka, Japan |
| 2009 | 9.     | EM in Vilnius                            | Bantam         | mit einem Sieg über Oleg Lawruwjanec, Litauen u. einer Niederlage gegen Alexandar Kostadinow, Bulgarien                                                                                        |
| 2009 | 3.     | Großer Preis von Italien in Sassari      | Feder          | hinter Sakit Dschililow, Aserbaidschan u. Awrilian Lichiu, Rumänien, vor Albert Bagumjan, Spanien                                                                                              |
| 2009 | 3.     | Golden-Grand-Prix in Baku                | Bantam         | hinter Kohei Hasegawa, Japan und Mohsen Hajipour, Iran |
| 2009 | 3.     | WM in Herning/Dänemark                   | Bantam         | nach einem Sieg über Per Emil Sundberg, Schweden, einer Niederlage gegen Roman Amojan und Siegen über Hassan Moustafa Abd El Al, Ägypten, Choi Gyu-jin, Südkorea und Virgil Munteanu, Rumänien |
| 2010 | 2.     | Golden-Grand-Prix in Szombathely         | Bantam         | hinter Lee Jung-baek, Südkorea, vor Rajinder Kumar, Indien und Kohei Hasegawa |
| 2010 | 12.    | Golden-Grand-Prix in Baku                | Bantam         | Sieger: Peter Modos, Ungarn vor Kohei Hasegawa |
| 2011 | 11.    | Welt-Cup in Minsk                        | Bantam         | Sieger: Asqat Qudaibergenow, Kasachstan vor Waleri Borgojakow, Russland |
| 2011 | 6.     | Präsidenten-Cup von Kasachstan in Astana | Feder          | Sieger: Almat Kebispajew, Kasachstan vor Jung Ju-hyun, Südkorea |
| 2011 | 1.     | Golden-Grand-Prix in Baku                | Bantam         | vor Taleh Mammadow und Orhan Ahmadow, beide Aserbaidschan |
| 2011 | 1.     | WM in Istanbul                           | Bantam         | nach Siegen über Wenelin Wenkow, Bulgarien, Kohei Hasegawa, Peter Modos, Li Shujin, China und Elbek Taschyjeu, Belarus                                                                         |
| 2011 | 5.     | FILA-Test-Turnier in London              | Feder          | hinter Aslan Abdullin, Russland, Tarik Belmadani, Frankreich, Håkan Nyblom, Dänemark und Woo Seung-jae, Südkorea                                                                               |
| 2011 | 2.     | Großer Preis von Deutschland in Dortmund | Feder          | hinter Rewas Laschchi, Georgien, vor Erik Weiß, Deutschland und Jarkko Ala-Huikku, Finnland |
| 2012 | Silber | OS in London                             | Bantam         | nach Siegen über Mingijan Semjonow, Spenser Mango, Li Shujin und Choi Gyu-jin und einer Niederlage gegen Hamid Soryan Reihanpour                                                               |